# Ryan McGivern
Pour les articles homonymes, voir McGivern.
Ryan McGivern (né le 8 janvier 1990 à Newry, en Irlande du Nord), est un footballeur international nord-irlandais. Il joue au poste de défenseur pour le club de Newry City.
Peu utilisé par Manchester City, il joue dans des clubs de divisions inférieures depuis 2008, avant de signé pour les Hibs en mai 2013, à la suite d'une saison en prêt du club de Manchester City.

## Carrière

### En club
Formé à Manchester City, Ryan McGivern n'a à ce jour participé qu'à une seule rencontre officielle avec le club de Premier League. Le 3 avril 2011, il entre à la 70e minute du match Manchester City-Sunderland, alors que Manchester mène 4-0. Le match se termine sur le score de 5-0.
L'essentiel des matchs joués par McGivern ont lieu pour le compte d'équipes auxquelles il est prêté : Morecambe en 2008, Leicester City en 2009-2010, Walsall en 2010-2011, Crystal Palace en 2011, et Bristol City depuis 2011.
Son premier prêt, à Morecambe, est conclu le 23 octobre 2010 grâce à la volonté de l'entraîneur nord-irlandais de l'équipe, Sammy McIlroy, qui se dit « très impressionné » par le jeu du jeune défenseur international A de 18 ans. Le prêt ne dure qu'un mois, mais McGivern participe à tous les matchs de l'équipe.
Durant l'été 2009, il est prêté à Leicester City. L'entraîneur Nigel Pearson se dit « enchanté », mais McGivern ne joue que 14 matchs jusqu'au mois de mai. D'abord prévu pour se terminer en janvier, le prêt est prolongé jusqu'à la fin de la saison. La saison suivante, McGivern est prêté à Walsall et y joue 16 matchs.
Revenu de Walsall fin janvier 2011, McGivern retourne à Manchester mais n'est pas incorporé à l'effectif de l'équipe. Au début de la saison 2011-2012, il prend le chemin de Londres et s'engage pour un mois à Crystal Palace. À la fin du mois, il est prêté à Bristol City pour une saison entière. Le 10 septembre 2011, il joue son premier match avec Bristol, qui est battu à domicile par le promu Brighton & Hove Albion (0-1). Il joue l'intégralité du match.
Août 2012 il est prêté à Hibernian, et en août 2013 il signe un contrat permanent.
Juin 2014 il rejoint Port Vale.
Le 3 novembre 2017, il rejoint Northampton Town.

### Carrière internationale
Ryan McGivern est international nord-irlandais depuis 2008. Il est appelé pour la première fois le 19 août 2008 et joue deux jours plus tard un match amical contre l'Écosse. Il n'a alors que dix-huit ans.

## Palmarès
- FA Youth Cup :
  - Vainqueur : 2008 avec Manchester City

- Championnat d'Irlande du Nord :
  - Champion : 2019 et 2020 avec le Linfield FC.

## Statistiques
| Saison      | Club            | Pays                    | Championnat      | Coupes nationales | Coupes européennes | Sélection Irlande du Nord |
| ----------- | --------------- | ----------------------- | ---------------- | ----------------- | ------------------ | ------------------------- |
| 2008 - 2009 | Manchester City | Premier League          | -                | -                 | -                  | 3 matchs                  |
| 2008 - 2009 | Morecambe       | League Two              | 5 matchs / 1 but | 1 match           | -                  | 1 match                   |
| 2008 - 2009 | Manchester City | Premier League          | -                | -                 | -                  | 2 matchs                  |
| 2009 - 2010 | Manchester City | Premier League          | -                | -                 | -                  | 1 match                   |
| 2009 - 2010 | Leicester City  | Championship            | 12 matchs        | 2 matchs          | -                  | 4 matchs                  |
| 2010 - 2011 | Walsall         | League One              | 15 matchs        | 1 match           | -                  | 2 matchs                  |
| 2010 - 2011 | Manchester City | Premier League          | 1 match          | -                 | -                  | -                         |
| 2011 - 2012 | Crystal Palace  | Championship            | 5 matchs         | -                 | -                  | -                         |
| 2011 - 2012 | Bristol City    | Championship            | 31 matchs        | 1 match           | -                  | -                         |
| 2012 - 2013 | Hibernian       | Scottish Premier League | 11 matchs        | 1 match           | -                  | -                         |

Dernière mise à jour : 9 décembre 2012